# Tipula (Lunatipula) zelotypa
Tipula (Lunatipula) zelotypa is een tweevleugelige uit de familie langpootmuggen (Tipulidae). De soort komt voor in het Nearctisch gebied.